# つげ義春ワールド
『つげ義春ワールド』は、テレビ東京で火曜未明（月曜深夜）24:45-25:15に放送されていた連続ドラマである。放送期間は1998年7月14日（13日深夜）から9月28日（29日深夜）で放送回数は全12回。

## 各話リスト
- 退屈な部屋（1998年7月13日放送）
  - 出演者：橋口亮輔、鈴木砂羽
    - 第36回ギャラクシー賞において選奨と上期ギャラクシー賞の受賞作品になっている。
- 懐かしいひと（1998年7月20日放送）
- 無能の人（1998年7月27日～8月3日放送、全2回）
  - 出演者：北見敏之、三橋貴志、さいとうさくら、哀川翔、水木薫、松山健二
- 別離　前編・後編（1998年8月10日～8月17日放送、全2回）
  - 出演者：田口トモロヲ、沖直未、金谷亜未子、伊佐山ひろ子、黒沼弘巳
- ある無名作家（1998年8月24日放送）
  - 出演者：烏丸せつこ、根津甚八、大杉漣、松山健二、望月六郎、野田よし子
- やもり（1998年8月31日放送）
  - 出演者：烏丸せつこ、根津甚八、堀内滝人、石山雄大、伊藤洋三郎、山口美也子、武富健治
- 義男の青春　前編・後編（1998年9月7日～9月14日放送、全2回）
  - 出演者：大森南朋、内田春菊、手塚とおる、村上淳、國村隼
- 紅い花（1998年9月21日放送）
  - 出演者：田辺誠一、邑野未亜、佐藤和紀、鈴木一功
- 散歩の日々（1998年9月28日放送）
  - 出演者：豊川悦司、木村多江、小野田英一、山本義孝

## 制作
プラネット、テレビ東京

## プロデューサー
相原英雄、菅原章